# Łopian gajowy
Łopian gajowy (Arctium nemorosum Lej.) – gatunek rośliny z rodziny astrowatych. Jako gatunek rodzimy występuje w Europie. W Polsce rośnie w rozproszeniu na obszarze całego kraju z wyjątkiem części centralnej.   

## Morfologia

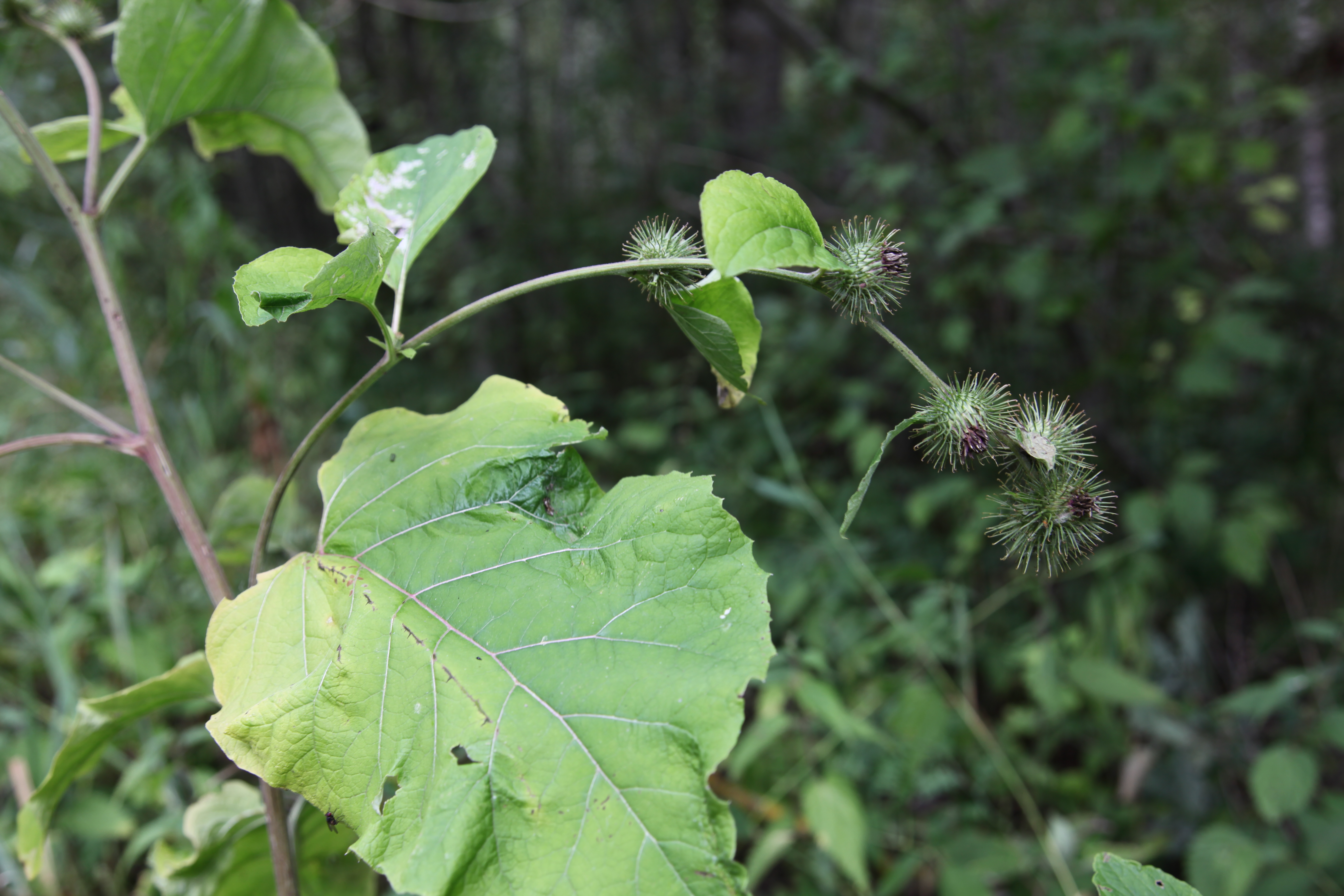
Łukowato przewisające gałązki

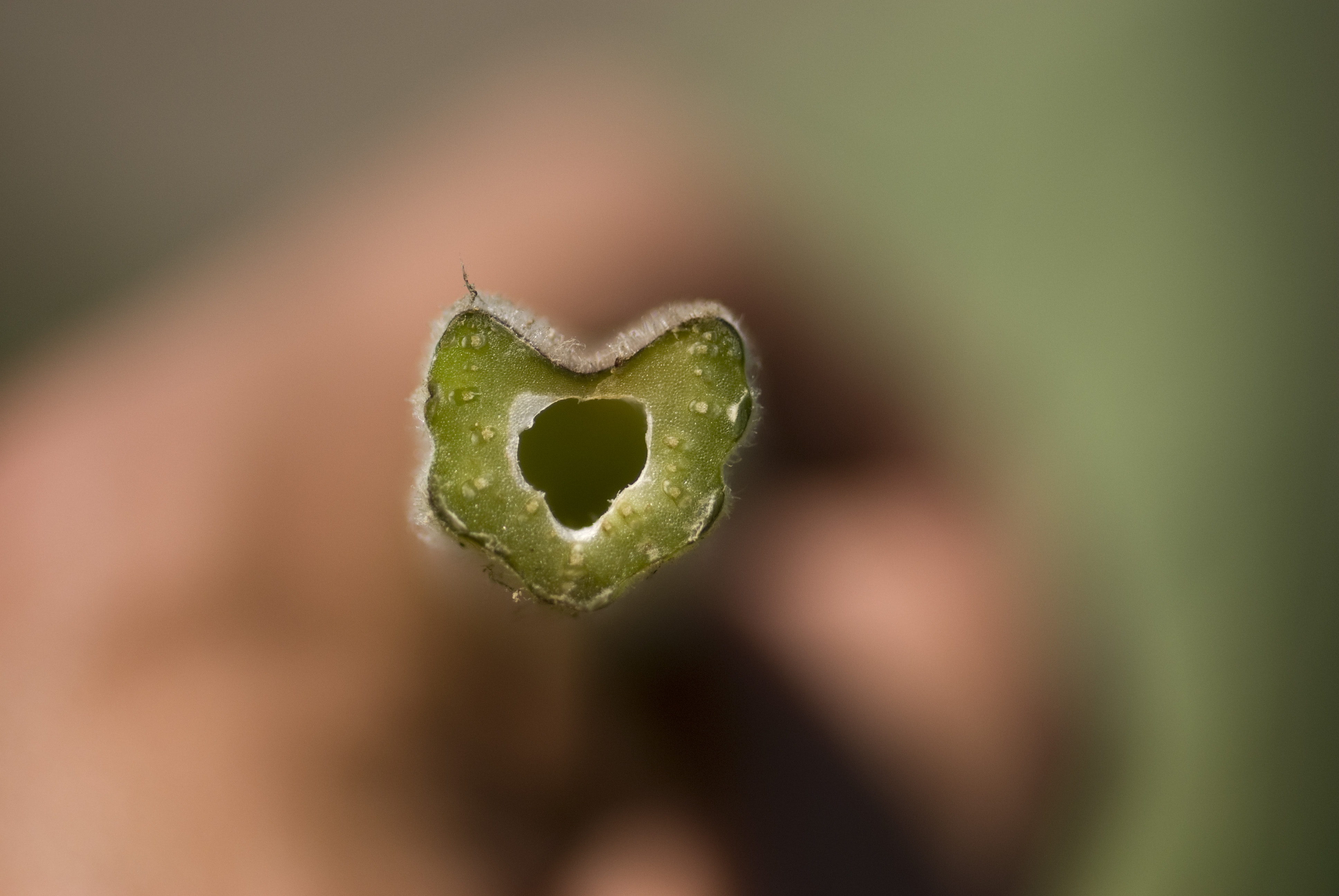
Przekrój poprzeczny przez ogonek liściowy

ŁodygaWzniesiona, rozgałęziona, o łukowato odstających, a później zwisających gałązkach, do 3 m wysokości.
KwiatyPurpurowe, zebrane w lekko, pajęczynowato osnute koszyczki szerokości 2,5–4 cm, ustawione groniasto nad sobą. Okrywa długości kwiatów. Łuski okrywy haczykowate na szczycie. Wewnętrzne łuski okrywy purpurowe. Szczeciniaste plewinki niewiele krótsze od wewnętrznych łusek okrywy.
OwocNiełupka długości 7,5–9 mm.

## Biologia i ekologia
Roślina dwuletnia, hemikryptofit. Rośnie w lasach i zaroślach. Kwitnie w lipcu i sierpniu. Owoce rozsiewane są głównie przez zwierzęta (zoochoria), do sierści których koszyczki kwiatowe przyczepiają się haczykowatymi łuskami okrywy koszyczka. Gatunek charakterystyczny zespołu Arctietum nemorosi.

## Zmienność
Tworzy mieszańce z łopianem mniejszym (Arctium minus).

## Zagrożenia i ochrona
Gatunek umieszczony na polskiej czerwonej liście w kategorii DD (stopień zagrożenia nie może być określony).